# Jon Aurtenetxe
Jon Aurtenetxe Borde (ur. 3 stycznia 1992) – hiszpański piłkarz grający na pozycji lewego obrońcy. 